# Oppia
La lex Oppia va ser una antiga llei romana del temps de la Segona Guerra Púnica, proposada pel tribú de la plebs Gai Oppi l'any 213 aC, quan eren cònsols Quint Fabi Màxim (cònsol 213 aC) i Tiberi Semproni Grac.
Era una de les anomenades lleis sumptuàries i prohibia a les dones utilitzar arracades i ornaments d'or de més de mitja unça, vestir teles d'alt cost i de diferents colors, utilitzar carruatges a Roma i altres ciutats i a una milla romana a l'entorn excepte per anar als sacrificis i a les cerimònies religioses públiques. Va estar en vigor pocs anys.